# Victor Willems
Victor Willems (1877-1918) fue un deportista belga que compitió en esgrima, especialista en la modalidad de espada. Participó en dos Juegos Olímpicos de Verano en los años 1908 y 1912, obteniendo dos medallas, bronce en Londres 1908 y oro en Estocolmo 1912.

## Palmarés internacional
| Juegos Olímpicos | Juegos Olímpicos      | Juegos Olímpicos  | Juegos Olímpicos   |
| Año              | Lugar                 | Medalla           | Prueba             |
| ---------------- | --------------------- | ----------------- | ------------------ |
| 1908             | Londres (Reino Unido) | Medalla de bronce | Espada por equipos |
| 1912             | Estocolmo (Suecia)    | Medalla de oro    | Espada por equipos |